# Podgozd (Žužemberk)
Podgozd (Duits: Unterwald bei Seisenberg) is een plaats in Slovenië en maakt deel uit van de gemeente Žužemberk in de NUTS-3-regio Jugovzhodna Slovenija. De plaats telde 92 inwoners op 1 januari 2020.